# Estany de Ratera
L'estany de Ratera és un estany pirinenc del terme municipal d'Espot, dins del Parc Nacional d'Aigüestortes i Estany de Sant Maurici. Està situat a 2.130 m d'altitud, entre l'estany de la Cabana i el de Sant Maurici.
Per no haver patit obres de regulació hidroelèctrica, en l'estany de Ratera es pot trobar el ranuncle aquàtic (Ranunculus aquatilis); és una herba que té dos tipus de fulles diferents. Les fulles submergides són profundament dividides en segments filiformes; en canvi, les que estan al capdamunt de les tiges són planes i arrodonides, amb 3-5 lòbuls.